# Renaturacja białka
W biologii molekularnej renaturacją nazywamy proces odwrotny do denaturacji.
Polega na przywracaniu II- i III-rzędowej budowy prostych białek, poprzez powolne powracanie do warunków przed denaturacją (np. ochładzania) i dotyczy wielu małych cząsteczek białek. Renaturacja stanowi dowód na to, że cała informacja o budowie białka (II- i III-rzędowa) jest zawarta w sekwencji aminokwasów, która nie ulega zmianie podczas denaturacji. Struktura IV rzędowa nie jest podczas tego procesu odtwarzana.